# لاس سوبييتش
لاس سوبييتش (بالألمانية: Lasse Sobiech)‏ (18 يناير 1991 بشفيرته في ألمانيا - ) هو لاعب كرة قدم ألماني في مركز قلب الدفاع. شارك مع منتخب ألمانيا لكرة القدم تحت 18 سنة ومنتخب ألمانيا تحت 19 سنة لكرة القدم ومنتخب ألمانيا تحت 21 سنة لكرة القدم. أما مع النوادي، فقد لعب مع بوروسيا دورتموند 2 وبوروسيا دورتموند وغرويتر فورت ونادي سانت باولي ونادي هامبورغ ونادي هامبورغ 2 ‏.

## وصلات خارجية
- لاس سوبييتش على موقع قاعدة بيانات كرة القدم.إي يو (الإنجليزية)
- لاس سوبييتش على موقع بيانات كرة القدم. دي إي (الألمانية)
- لاس سوبييتش على موقع Soccerbase.com (لاعب) (الإنجليزية)
- لاس سوبييتش على موقع Soccerway.com (الإنجليزية)
- لاس سوبييتش على موقع عالم كرة القدم.نت (الإنجليزية)
- لاس سوبييتش على موقع AS.com (الإسبانية)